# Oskar Panizza

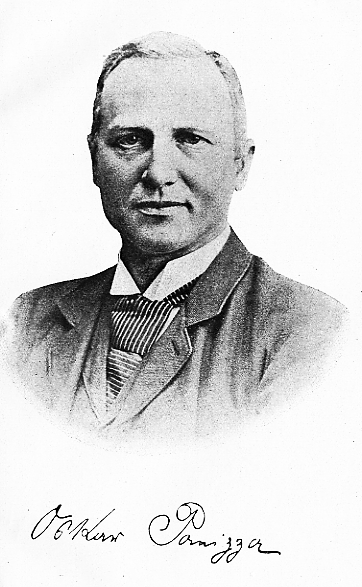
Oskar Panizza und Signatur (Datierung unbekannt)

Leopold Hermann Oskar Panizza (* 12. November 1853 in Kissingen; † 28. September 1921 in Bayreuth) war ein deutscher Psychiater, Schriftsteller, Satiriker, Reformorthograph, Psychiatriekritiker, Religionskritiker und Publizist.
In seinen Schriften attackierte Oskar Panizza den wilhelminischen Obrigkeitsstaat, die katholische Kirche, sexuelle Tabus und bürgerliche Moralvorstellungen. Er nimmt eine Sonderrolle in der deutschen Literaturgeschichte ein: Der Einzelgänger der Münchner Moderne lässt sich nur unscharf zwischen Naturalismus und Expressionismus einordnen. Seine literarisches Umfeld war vom Naturalismus geprägt, die von ihm bevorzugte Erzählform war subjektiv und unkonventionell, häufig mit phantastischen Elementen, darin eher ähnlich manchen dem Expressionismus zugerechneter Autoren.
Panizzas Hauptwerk ist das 1894 erschienene und 1967 uraufgeführte satirische Drama Das Liebeskonzil – eine in der Literaturgeschichte beispiellose antikatholische Groteske, die dem Schriftsteller ein Jahr Zuchthaus einbrachte. Bedeutend sind daneben Panizzas groteske Erzählungen, in denen er Realistik und Phantastik verband. Im Schweizer Exil gab er von 1897 bis 1900 die Zeitschrift Zürcher Diskußjonen heraus, in der er individualanarchistische und radikal kirchenkritische Positionen vertrat. In den Beiträgen – nicht nur seinen eigenen – gebrauchte er dabei eine phonetische, leicht fränkisch getönte Privatorthographie.
Nach einer streng pietistischen Erziehung und einer von Leistungsverweigerung geprägten Schulzeit wurde Panizza Assistenzarzt in der Psychiatrie, wandte sich aber schließlich der Literatur zu und veröffentlichte nach einer Reihe zunehmend provokanter Schriften 1894 das heute als seine bedeutendstes Werk betrachtete Lesedrame Das Liebeskonzil, das kurz darauf konfisziert wurde. Der Autor wurde wegen Gotteslästerung angeklagt und zu einem Jahr Zuchthaus verurteilt. Nach der Entlassung gab Panizza die deutsche Staatsangehörigkeit auf und ging ins Exil nach Zürich und, nachdem er dort ausgewiesen worden war, nach Paris. 1899 erschien sein letztes zu Lebzeiten gedrucktes Werk, der dem Schriftsteller Michael Georg Conrad gewidmete Gedichtband Parisjana mit einigen sich gegen den deutschen Kaiser Wilhelm II. richtenden polemischen Gedichten. Nach dem Erscheinen des Bandes wurde international steckbrieflich wegen Majestätsbeleidigung nach ihm gefahndet und sein gesamtes in Deutschland verbliebenes Vermögen beschlagnahmt. Dadurch verarmt, sah Panizza sich gezwungen 1901 nach Deutschland zurückzukehren, wo er verhaftet und psychiatrisch begutachtet, nach wenigen Wochen aber entlassen wurde. Er lebte dann isoliert und zunehmend seiner Umgebung entfremdet bis 1904 in Paris, kehrte dann von psychischen Problemen geplagt nach München zurück, wo er schließlich seine Einweisung in eine Nervenklinik provozierte. 1905 wurde er entmündigt. Nach 16 Jahren im Sanatorium Herzoghöhe starb er 1921 in Bayreuth. 
Kein anderer Autor des wilhelminischen Deutschland – vielleicht Frank Wedekind ausgenommen – war so sehr von der Zensur betroffen, keiner wurde für seine literarischen Werke ähnlich hart von der Justiz verfolgt. Fast alle seine Bücher wurden schon kurz nach ihrer Veröffentlichung verboten und konfisziert, an eine Aufführung des Liebeskonzils war jahrzehntelang nicht zu denken und seine Familie weigerte sich, nach seinem Tod die Urheberrechte freizugeben und vernichtete vermutlich erhebliche Teile des Nachlasses. So konnte eine Rezeption seiner Werke erst in den späten 1960er-Jahren einsetzen, in größerem Umfang geschah dies erst in den 1980er-Jahren.

## Jugend und frühe Jahre

### Konfessionskonflikt im Elternhaus
Oskar Panizza, geboren in Kissingen, dem heutigen Bad Kissingen, wuchs als viertes von fünf Kindern (Maria, 1846–1925, Felix, 1848–1908, Karl, 1852–1916, Oskar, 1853–1921, und Ida, 1855–1922) des Hoteliers Karl Panizza (* 30. September 1808 in Würzburg; † am 26. November 1855) und dessen von Geisteskrankheit belasteter Frau Mathilde, geborene Speeth (* 8. November 1821; † 13. August 1915), auf. Im 17. Jahrhundert war ein Zweig der Familie Panizza vom Comer See nach Deutschland eingewandert (der Name ist deshalb auf der zweiten Silbe zu betonen) und hatte sich zunächst in Mainz niedergelassen. Oskars Großvater Andrea Bonaventura Leopold(o), geboren am 14. Juli 1772 in Lierna am Comer See, entstammte einer Familie von Fischern und Korbflechtern, ging jedoch 1794 nach Würzburg, um Maulbeerbäume zu pflanzen und Seidenraupen zu züchten. Er wurde Würzburger Bürger und Kaufmann, heiratete die vermögende Augsburgerin Anna Schulz und bekam 14 Kinder mit dieser. Er starb am 20. April 1833 und wurde auf dem Hauptfriedhof Würzburgs begraben. Sein Sohn Karl Panizza hatte sich vom Kellner zum Besitzer des führenden Hotels Kissingens, des Russischen Hofs, emporgearbeitet, dabei aber auch Schulden angehäuft. 1844 lernte er die dreizehn Jahre jüngere Mathilde Speeth kennen, die er bereits nach wenigen Tagen heiratete.
So tief katholisch die väterliche Familie Panizza war, so kämpferisch protestantisch war die Familie Mathildes. Sie betonte ihre Herkunft aus dem angeblich „adeligen Hugenottengeschlecht de Meslère“, das 1685 aus Frankreich nach Sonneberg/Sachsen geflohen sei und den bürgerlichen Namen Mechthold angenommen habe. Tatsächlich hieß ein Vorfahre mütterlicherseits Otto Mechtold, der zusammen mit einem Bruder nach der Bartholomäusnacht aus Frankreich emigriert und 1583, also hundert Jahre zuvor, in Coburg verstorben war. Laut Kirchenbucheintrag hieß er ursprünglich „de Messler“. Kaum Beachtung schenkte Mathilde Panizza ihrer väterlichen Linie, der katholischen Familie Speeth (Speth). Ihr Vater war Johann Nepomuk Speeth (1780–1834), Weinhändler und Kaufmann in Coburg, später in Würzburg ansässig. Zu dessen Brüdern zählten der Architekt Peter Speeth, der katholische Theologe, Kanoniker und Kunstschriftsteller Balthasar Spe(e)th sowie der württembergische Oberstleutnant Valentin von Speeth, der Schwiegervater Eduard Mörikes.
Der konfessionelle Konflikt prägte die frühen Jahre Oskar Panizzas: Der Vater Karl, der zunächst nach heftigen Streitigkeiten im Ehevertrag Mathilde eine protestantische Taufe ihrer gemeinsamen Kinder zugesagt hatte, bestand letztlich dennoch auf deren katholischer Taufe und Erziehung. Dasselbe hatte bereits Mathildes Mutter Maria (geb. Mechtold), Oskar Panizzas Großmutter, erlebt, die mit ihrem Mann Johann Nepomuk Speeth vereinbart hatte, die Kinder im protestantischen Glauben zu erziehen. Nachdem das Paar von Coburg ins katholische Würzburg umgezogen war, soll Johann Nepomuk den Vertrag gebrochen haben, und Mathilde Speeth und ihre Geschwister wurden katholisch getauft. Erst auf dem Totenbett habe der Vater ihrer Mutter Maria gestattet, die Kinder protestantisch zu erziehen. Mathilde musste nun zum protestantischen Glauben übertreten. Zunehmend wurde die Mutter Oskar Panizzas von heftigem religiösem Eifer erfüllt und verfasste in späteren Jahren unter dem Pseudonym „Siona“ pietistische Erbauungsschriften.
Im November 1855 starb Karl hochverschuldet an Typhus. Mathilde sah in dem frühen Tod die Strafe Gottes für das gebrochene Versprechen, die Kinder protestantisch zu erziehen, und ließ diese nun evangelisch umtaufen. Dagegen reichte der katholische Pfarrer Anton Gutbrod beim Landgericht Kissingen Klage ein mit der Begründung, Karl sei bei der Unterzeichnung einer entsprechenden Einverständniserklärung zwei Tage vor seinem Tod nicht bei klarem Verstand gewesen. Die jahrelangen und spektakulären Prozesse wurden als Bad Kissinger Konfessionsstreit bekannt, von der Presse zum Skandal aufgewertet und schließlich bis zum Hof des bayerischen Königs Maximilian II. getragen. Die Gerichte gaben der Klage des Pfarrers in jeder Instanz Recht; eine Eingabe Mathildes bei Maximilian II. 1858 blieb ohne Erfolg. Trotz angedrohter Gefängnis- und verhängter Geldstrafe, die sie nicht bezahlte, führte Mathilde privat ihre Bemühungen fort. Sie entzog ihre Kinder dem bayerischen Staat und schickte sie wiederholt zu verschiedenen Verwandten nach Schwaben und ins kurhessische Hanau. 1859 akzeptierte der König schließlich die Nichtdurchsetzbarkeit der Gerichtsurteile und entschied, das Privatleben der Familie müsse respektiert werden.

### Schulzeit

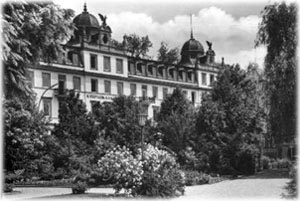
Das ehemalige Hotel Russischer Hof in Bad Kissingen

Gegen alle staatlichen Anweisungen wurde Oskar Panizza also nach streng pietistischen Prinzipien erzogen und erhielt mehrere Jahre lang Privatunterricht in der halboffiziellen Schule von Johann Wilhelm Schmidt. Von 1863 bis zu seiner Konfirmation 1868 besuchte er das Knabeninstitut der pietistischen Brüdergemeinde Kornthal im protestantischen Württemberg und anschließend das Gymnasium in Schweinfurt, wo er bei einem Buchhändler wohnte.
1870 wechselte er auf eigenen Wunsch an ein Münchner Gymnasium und lebte dort bei seinem Onkel, dem Stadtpfarrer Feez. Oskar, der zunehmend durch Leistungsverweigerung auffiel, wurde nicht in die Sekunda versetzt, so dass sich die Hoffnungen seiner Mutter, er möge ein Theologiestudium absolvieren, bald zerschlugen. Deshalb nahm er ab 1871 Privatunterricht in kaufmännischen Fächern und Französisch, konzentrierte sich daneben jedoch immer stärker auf Literatur und Musik. So nahm er in dieser Zeit Gesangsunterricht am Münchner Konservatorium.

### Gescheiterte Berufsversuche und Militär
Als Mathilde 1873 klar wurde, dass Oskar weder als Kaufmann noch als Sänger großen Erfolg haben würde und sich stattdessen in der frivolen Großstadt amüsierte, holte sie ihren aufsässigen Sohn zurück nach Kissingen, damit der bald 20-Jährige dort das Hotelfach erlernen und schließlich den „Russischen Hof“ leiten sollte, den Mathilde mit sehr viel größerem Erfolg führte, als dies ihrem Mann gelungen war. Nun eskalierte der Konflikt zwischen Mutter und Sohn völlig, und bald sah Mathilde ein, dass auch dieser Plan keinen Erfolg haben würde.
Stattdessen begann Oskar Panizza im jüdischen Bankhaus Bloch & Co. in Nürnberg, für das auch sein Bruder Karl (* am 15. Februar 1852) arbeitete, ein Volontariat, das er aber nach drei Monaten abbrach. Nach diesem erneuten Desaster kehrte er nach München zurück und nahm seine Musikstudien am Konservatorium wieder auf, wurde aber sehr bald zum einjährigen Militärdienst eingezogen, den er von 1873 bis 1874 bei der 7. Kompanie des 2. Bayerischen Infanterieregiments in München ableistete. Häufige Arreste und psychosomatische Erkrankungen waren Ausdruck der Probleme, die er während der harten Zeit in der bayerischen Armee hatte. Gegen Ende seiner Dienstzeit infizierte er sich mit Cholera.
Nach dem Militärdienst nahm Panizza 1874 zunächst seine Musikstudien in München wieder auf und begann, Seminare an der Philosophischen Fakultät der Universität zu besuchen. Dabei wurde ihm klar, dass das fehlende Reifezeugnis für weitere akademische Studien eine unüberwindliche Hürde bleiben würde. Deshalb beschloss er, noch einmal sein altes Gymnasium in Schweinfurt zu besuchen. 1876, inzwischen 23 Jahre alt, legte er dort erfolgreich das Abitur ab.

### Studium der Medizin und Arbeit als Psychiater

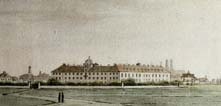
Das Klinikum links der Isar in München

Panizza immatrikulierte sich dem Rat seiner Mutter und deren Schwager Feez folgend 1877 an der Medizinischen Fakultät der Münchner Universität.
Das Medizinstudium absolvierte er sehr erfolgreich, wurde Assistent von Hugo von Ziemssen, dem Pathologen und Direktor des städtischen Klinikums links der Isar, und wurde 1880 summa cum laude mit einer Dissertation Über Myelin, Pigment, Epithelien und Micrococcen im Sputum bei von Ziemssen noch vor dem Staatsexamen promoviert und bald darauf approbiert. Danach arbeitete er im Rahmen seiner militärischen Dienstpflicht zunächst für einige Monate in einem Militärlazarett und ging dann mit Empfehlungsschreiben von Ziemssens für ein halbes Jahr nach Paris. Statt, wie geplant, die dortigen Krankenhäuser und psychiatrischen Anstalten zu besuchen, zog ihn jedoch das Studium der französischen Literatur und vor allem des Theaters in seinen Bann.
Panizza arbeitete vom 1. März 1882 bis 1884 als (IV.) Assistenzarzt zweiter Klasse an der Oberbayerischen Kreis-Irrenanstalt in München unter Bernhard von Gudden, dem Arzt Ludwigs II., der später mit diesem im Starnberger See den Tod fand (die Umstände des Todes schildert Panizza unter anderem in Der König und sein Narrenschiff). Begründet mit einer beeinträchtigten Gesundheit sowie Differenzen mit seinem Chef, gab Panizza seine Stelle als 170 von 650 Patienten betreuender Stationsarzt auf. Danach war er, abgesehen von kleineren medizinischen Dienstleistungen als praktischer Arzt, beinahe ausschließlich literarisch tätig.

### Syphilisinfektion
Eine Erholungsreise im Frühjahr hatte Panizza 1878 zunächst nach Norditalien, dann nach Neapel geführt. Nach eigenen Angaben zog er sich auf dieser Reise eine Syphilisinfektion zu, wahrscheinlicher steckte er sich jedoch bei einer Münchner Prostituierten an. Möglich ist allerdings auch, dass Panizza die Krankheit lediglich erfand, damit diese ihn in besonderer Weise auszeichnen und Assoziationen zu anderen syphilitischen Künstlern wecken sollte. Bereits als Student hatte er sich, nicht ohne eigenes Zutun, den Beinamen Mephisto erworben und gefiel sich darin, sich zu einem „genial-verrückten Syphilitiker“ zu stilisieren.
Panizza gab später an, dass seine Gehbehinderung eine Folge der um die Jahrhundertwende noch unheilbaren Syphilis (bzw. Neurosyphilis) gewesen sei. Einige Ärzte diagnostizierten dagegen statt einer von der Syphilis herrührenden Gumma am rechten Innenschenkel lediglich eine chronische Knochenhautentzündung mit Kallusbildung, und auch Panizzas Mutter führte die Behinderung auf einen Unfall in seiner Kindheit zurück.

## Vom Irrenarzt zum Dichter

### Entscheidung für die Literatur

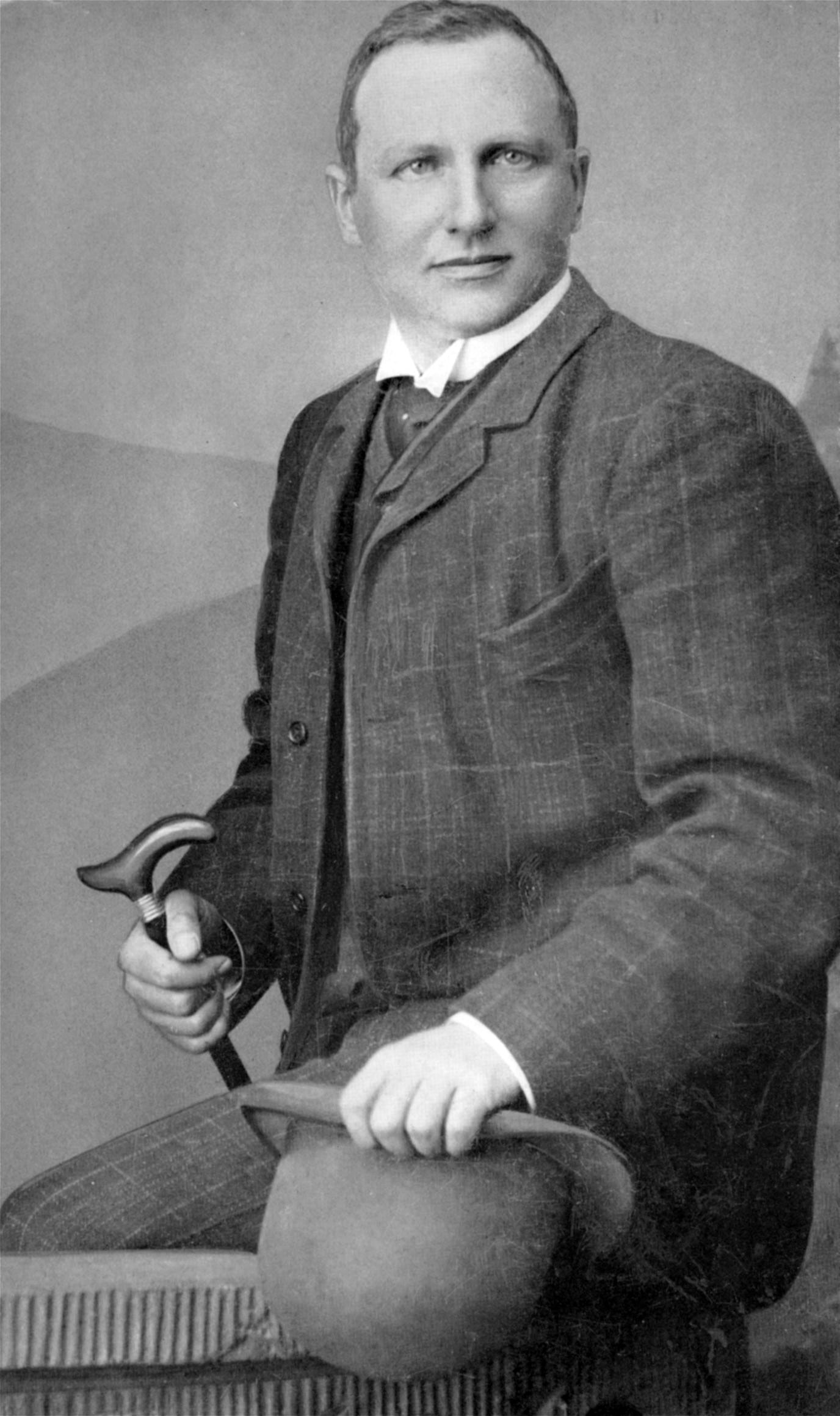
Oskar Panizza (Aufnahme um 1895)

Ein gespanntes Verhältnis zu von Gudden, seine angeschlagene Gesundheit und der Wunsch, mehr Zeit für seine schriftstellerischen Ambitionen zur Verfügung zu haben, ließen Panizza die Stelle als Nervenarzt nach zwei Jahren kündigen, und er ließ sich für kurze Zeit als praktischer Arzt nieder. Es folgten Depressionen, die etwa ein Jahr lang anhielten. Oskar Panizza litt zu dieser Zeit unter der Furcht, wahnsinnig werden zu können. Geschürt wurde diese Angst durch zwei Selbstmordversuche seiner Schwester Ida (* 7. Juni 1855; † 20. Dezember 1922 in Erfurt, katholisch, dann evangelisch und darauf wieder katholisch) und durch den Tod seines Onkels Ferdinand Speeth, der 1884 in religiösem Wahn in der Irrenanstalt des Juliusspitals Würzburg starb. Ein anderer Onkel mütterlicherseits hatte sich erschossen. Von Oktober 1885 bis Oktober 1886 „flüchtete“ Oskar Panizza deshalb nach London.
Um in seinem literarischen Schaffen keine Kompromisse eingehen zu müssen, bat er seine Mutter um finanzielle Unterstützung. Diese hatte kurze Zeit vorher das Hotel verpachtet, war jedoch nicht gewillt, Oskars schriftstellerische Ambitionen zu unterstützen. Nach einem monatelangen Streit sagte sie ihm schließlich eine Jahresrente von 6.000 Mark zu.

### Lyrische Versuche
1885 erschien Panizzas erste literarische Veröffentlichung, der Gedichtband Düstre Lieder. Die deutlich in der Tradition des bewunderten Heinrich Heine stehenden Gedichte waren weder ein Verkaufserfolg noch riefen sie öffentliche Resonanz hervor. Trotzdem war das Buch für Panizza eine Befreiung: Das Schreiben hatte therapeutische Wirkung auf den psychisch labilen Dichter, dem bereits 1871 die Literatur (als „Ableitmittel“) zur psychischen Entlastung gedient hatte. Es half ihm, seine „gemüthische Depression“ zu überwinden – ein Umstand, der ihn zu der Überzeugung brachte, dass nur die ununterbrochene schriftstellerische Arbeit ihn geistig gesund würde erhalten können. Seit dieser Erfahrung lebte er als freier Schriftsteller. Er wurde zu einem exzessiven Leser, dessen Lektüre von Martin Luther und dem Syphilitiker Ulrich von Hutten über Ludwig Tieck, Edgar Allan Poe, Heinrich Heine und E. T. A. Hoffmann bis zu seinen Zeitgenossen reichte.
Die 1887 veröffentlichten Londoner Lieder blieben wie der 1889 erschienene Gedichtband Legendäres und Fabelhaftes ohne Kritiker-Echo und beendeten für die nächsten zehn Jahre Panizzas lyrische Unternehmungen. In seinem Gesamtwerk sollte Lyrik eine sehr untergeordnete Rolle spielen, auch wenn er die Poesie Zeit seines Lebens als höchste Form menschlichen Ausdrucks ansah. Panizzas Schreibstil war spontan, flüchtig und unkonventionell – dem späteren Expressionismus ähnlich.

### Erste literarische Erfolge mit Prosaerzählungen

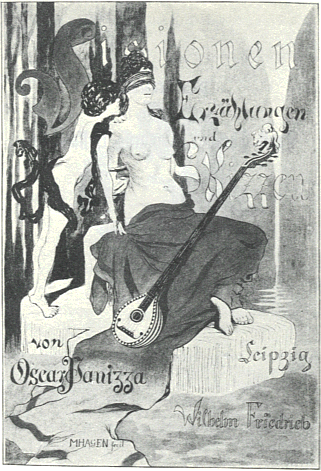
Titelbild zu Visionen (1893)

1890 debütierte Oskar Panizza als Prosaautor mit den von Poe inspirierten, Realistik und Phantastik verbindenden Grotesken Dämmerungsstücke. Er verwendete zwar mitunter die Formensprache des Naturalismus, doch richtete sich ein großer Teil seiner bizarren Erzählungen und Gedichte auf das Innenleben des Erzählers aus, das sich häufig stark von der realen Außenwelt unterschied. Zumeist griff er dabei Themen und Begebenheiten aus dem eigenen Leben auf. Als Musikkritiker hielt sich Panizza 1891 erstmals in Bayreuth auf, der Stadt, in der seine letzten 14 Lebensjahre verbringen und 20 Jahre später sterben sollte. Nach dem Besuch der Richard-Wagner-Festspiele bezeichnete er Wagners Musik als „Gehirngift“, dem nur die Kräftigsten widerstünden.
1892 veröffentlichte Panizza die dem Andenken Jonathan Swifts gewidmeten Erzählungen Aus dem Tagebuch eines Hundes und ging 1893 mit den Grotesken Visionen zu einer phonetischen Schreibweise über. Unter den zehn Erzählungen dieser Sammlung findet sich die Satire Der operirte Jud’. Der jüdische Protagonist der Geschichte kann selbst durch Operationen, Bluttransfusionen, Verhaltensänderungen und die Konversion zum protestantischen Glauben sein wahres jüdisches Wesen nicht ablegen. Diese Erzählung wurde als Ausdruck einer extrem antisemitischen, letztlich rassistischen Haltung interpretiert, wie sie auch für anarchistisch-oppositionelle deutsche Intellektuelle der Jahrhundertwende nicht untypisch war. Andererseits kann man den Operirten Jud’ auch als Parodie auf das tragische Scheitern jüdischer Assimilationsbemühungen lesen.
Einige Jahre später bezeichnete Panizza Antisemiten jedenfalls als „kulturfeindliche Schreier.“
Daneben hatte Panizza begonnen, als Redakteur für die naturalistische Zeitschrift Die Gesellschaft, für Moderne Blätter und andere Magazine zu schreiben. Ab 1891 hielt er auch Vorträge, darunter das weitgehend von Cesare Lombroso abgeschriebene, diesen dennoch kritisierende, die Aufmerksamkeit der Behörden erregende Referat Genie und Wahnsinn („Schenie und Wahnsinn“, gehalten am 20. März 1891, Centralsäle der Gesellschaft für modernes Leben), einen Aufsatz über Realismus und Pietismus (beide 1891) und über Die Minnehöfe des Mittelalters (1892).
Auch in der Münchner Bohèmeszene begann Panizza nun, eine Rolle zu spielen. Er wurde für einige Monate neben Michael Georg Conrad, der ihn 1890 in die Münchner „Gesellschaft für modernes Leben“ eingeführt hatte, Vorsitzender der Literaturvereinigung Gesellschaft für modernes Leben und Vorstandsmitglied des Theatervereins der neu gegründeten Freien Bühne.

### Angriffe auf Kirche und Staat

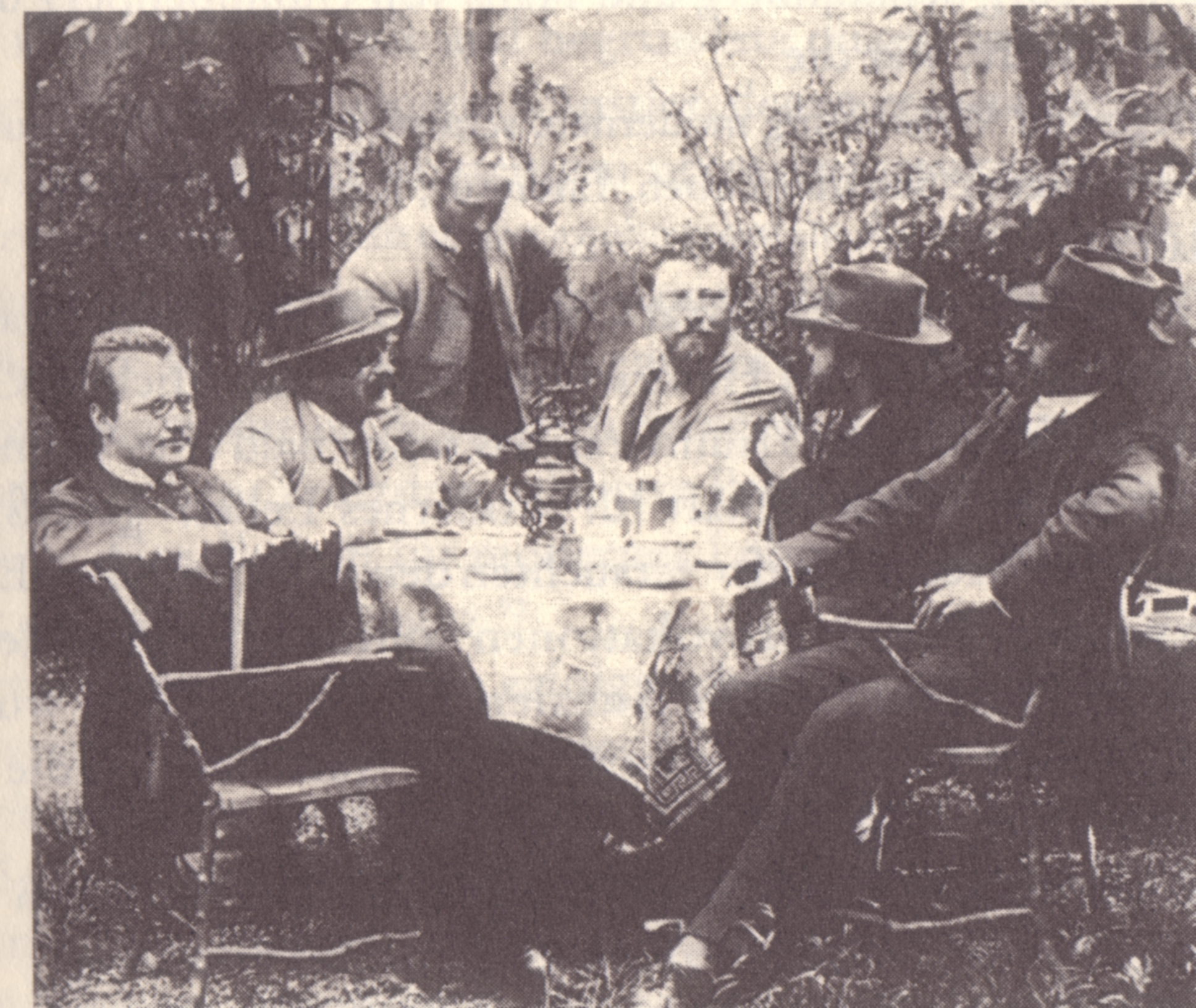
Mitglieder der Gesellschaft für modernes Leben: Otto Julius Bierbaum, Georg Schaumberg, Oskar Panizza, Michael Georg Conrad, Hanns von Gumppenberg und Julius Schaumberger (um 1893)

Zum ersten Mal geriet Panizza in Konflikt mit dem Staat, als der Landwehr-Bezirkskommandeur den Reserveoffizier im Sommer 1891 aufforderte, aus der „Gesellschaft für modernes Leben“ auszutreten, da diese „realistische Tendenzen, die mit dem Gegebenen zu brechen suchen und mit der weltlichen und kirchlichen Macht in Conflict zu gerathen Gefahr laufen“, verfolge. Da sich Panizza weigerte, wurde er unehrenhaft aus der Armee entlassen. Nur wenig später konfiszierte die Staatsanwaltschaft den Almanach Modernes Leben, für den Panizza den Beitrag Das Verbrechen in Tavistock-Square beigesteuert hatte. Diese brachte ihm eine Anklage wegen Vergehens gegen die Sittlichkeit ein, die allerdings bald fallengelassen wurde.
Mit den nächsten drei Veröffentlichungen wurden die Texte Panizzas zunehmend beißender gegen die staatliche Obrigkeit und vor allem gegen die katholische Kirche. Die als Übersetzung aus dem Spanischen getarnte und dem „50 jährigen bischofs-jubiläum leo’s XIII gewidmet[e]“ Satire Die unbefleckte Empfängniß der Päpste (1893) erweiterte das von Pius IX. verkündete Dogma der unbefleckten Empfängnis Marias auf die Zeugung der Päpste. Das Buch wurde in Stuttgart gerichtlich beschlagnahmt und im sogenannten „objektiven Verfahren“ für ganz Deutschland verboten.
1894 folgten Der heilige Staatsanwalt und die seiner (Panizzas) Mutter gewidmete Schrift Der teutsche Michel und der römische Papst. Altes und Neues aus dem Kampfe des Teutschtums gegen römisch-wälsche Überlistung und Bevormundung in 666 Tesen und Zitaten, welche 1895 ebenfalls konfisziert wurde.
Mit einiger Effekthascherei übernahm Panizza in der radikalen Münchner Avantgarde die Rolle eines genialisch-verrückten Syphilitikers, der keine Gelegenheit zur literarischen Provokation verstreichen ließ.
Obwohl er durch seine Veröffentlichungen innerhalb der Münchner Moderne eine gewisse Bekanntheit erreicht hatte, war ihm der erhoffte literarische Durchbruch nicht gelungen, als er 1893 mit vierzig Jahren das Werk schrieb, für das er berühmt-berüchtigt werden sollte: Das Liebeskonzil.

## Das „Liebeskonzil“ und die Folgen

### Hauptwerk und gezielte literarische Provokation

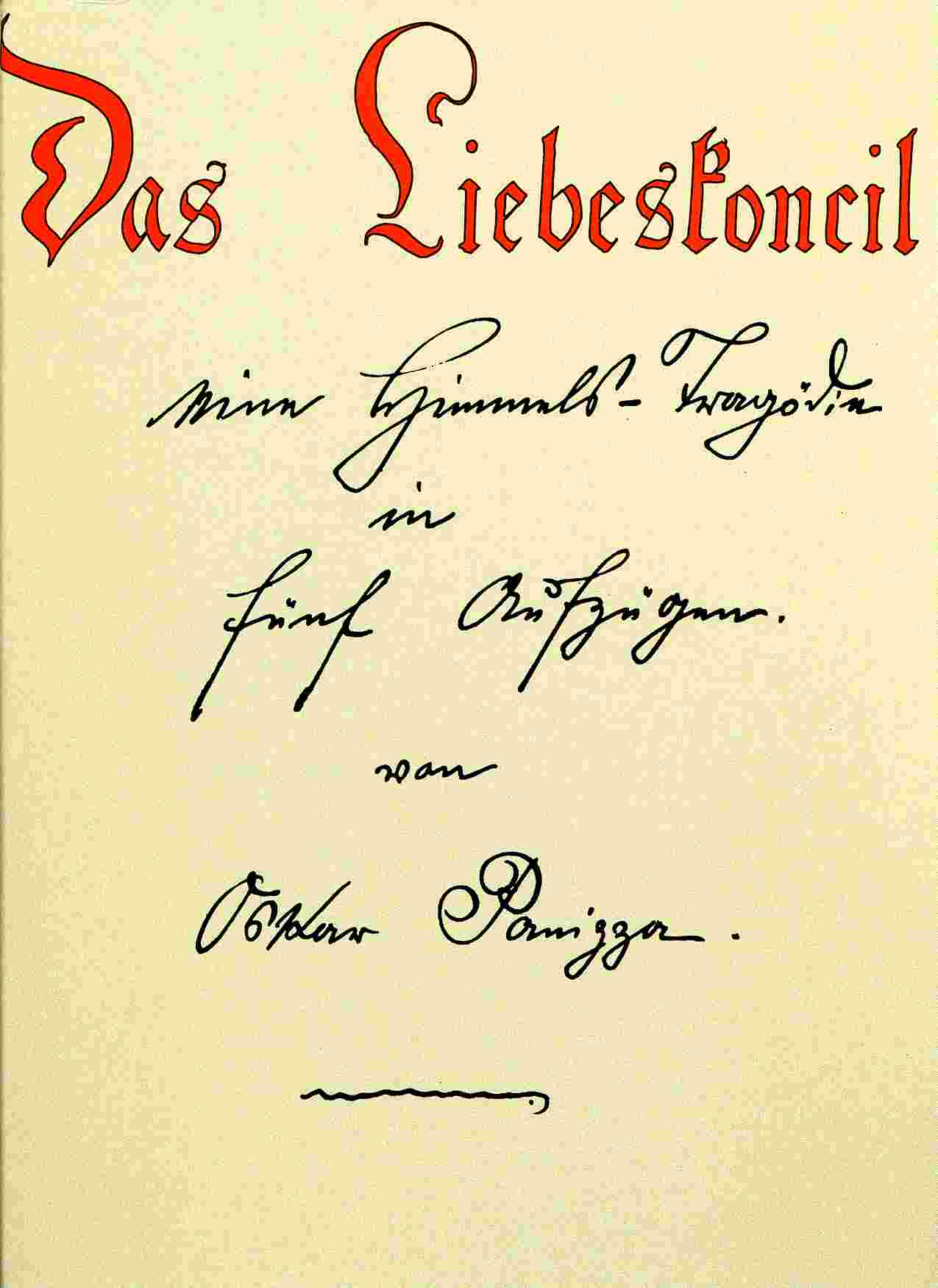
Manuskript des Liebeskonzils (1893)

Panizzas Hauptwerk ist die satirische „Himmelstragödie“ Das Liebeskonzil – eine in der Literaturgeschichte beispiellose antikatholische Groteske. Das Drama erklärt das plötzliche Auftreten der Syphilis Ende des 15. Jahrhunderts als göttliches Auftragswerk des Teufels, um eine verkommene Menschheit zu strafen, und thematisiert das katholische Gottesbild, heuchlerische Frömmigkeit sowie die Dekadenz der Renaissancepäpste.
Schauplätze der Handlung sind der Himmel, die Hölle und der Hof des Borgiapapstes Alexander VI. im Jahr 1495. Gottvater, ein seniler und gebrechlicher Tattergreis, der hinfällige und debile Christus und die abgebrühte Jungfrau Maria erhalten Nachricht von skandalösen Zuständen auf der Erde, insbesondere in Neapel, und von Orgien am Hofe des Papstes. Zum Osterfest nehmen sie den Vatikanspalast selbst in Augenschein und werden dabei Zeugen obszöner Spiele und Intrigen der Hofgesellschaft.
Deshalb handeln sie mit dem Teufel ein Geschäft aus: Dieser soll eine schreckliche Strafe erfinden, die unmittelbar auf fleischliche Sünde folgen, aber die Seelen der Menschen erlösungsfähig belassen soll, da die Schöpferkraft Gottes verbraucht ist und er sich keine neuen Menschen mehr erschaffen kann – er also auf die vorhandenen angewiesen ist. Als Gegenleistung fordert der Teufel ein prächtiges Portal für die heruntergekommene Hölle, das Recht auf unangemeldete Sprechstunden mit Gott und vor allem die Freiheit, seine Gedanken zu verbreiten, denn „wenn jemand denkt, und darf seine Gedanken nicht mehr Andern mitteilen, das ist die gräßlichste aller Foltern“. Die vom Teufel ersonnene Strafe ist nun die „Lustseuche“ Syphilis. Um diese auf die Erde zu bringen, zeugt der Teufel mit Salome, der durchtriebensten Gestalt in der Hölle, das „Weib“, eine unwiderstehlich schöne Frau, die zuerst den Papst, dann die Kardinäle, die Bischöfe und schließlich die übrige Kirchenhierarchie mit der Krankheit infiziert, die sich schnell in der gesamten Menschheit ausbreitet.
Als Einflüsse für das Liebeskonzil hat man vor allem das 1800 unter dem Pseudonym Pater Elias veröffentlichte Stück Germania, ein Trauerspiel ausgemacht, das ähnliche Motive aufweist.
Andere weitläufige, von Panizza selbst genannte Vorbilder sind Goethes Faust, La Guerre des Dieux ancien et modernes von Évariste de Forges de Parny, Sebastian Sailers Fall Luzifers aus der zweiten Hälfte des 18. Jahrhunderts und die Jesuitendramen mit ihren Himmel- und Hölleszenen und den allegorischen Darstellungen von Tugenden und Lastern. Das Liebeskonzil ist dem Gedächtnis Ulrich von Huttens gewidmet, der an der Syphilis erkrankt war und nach langem Leiden daran starb.

### Der Fall Panizza

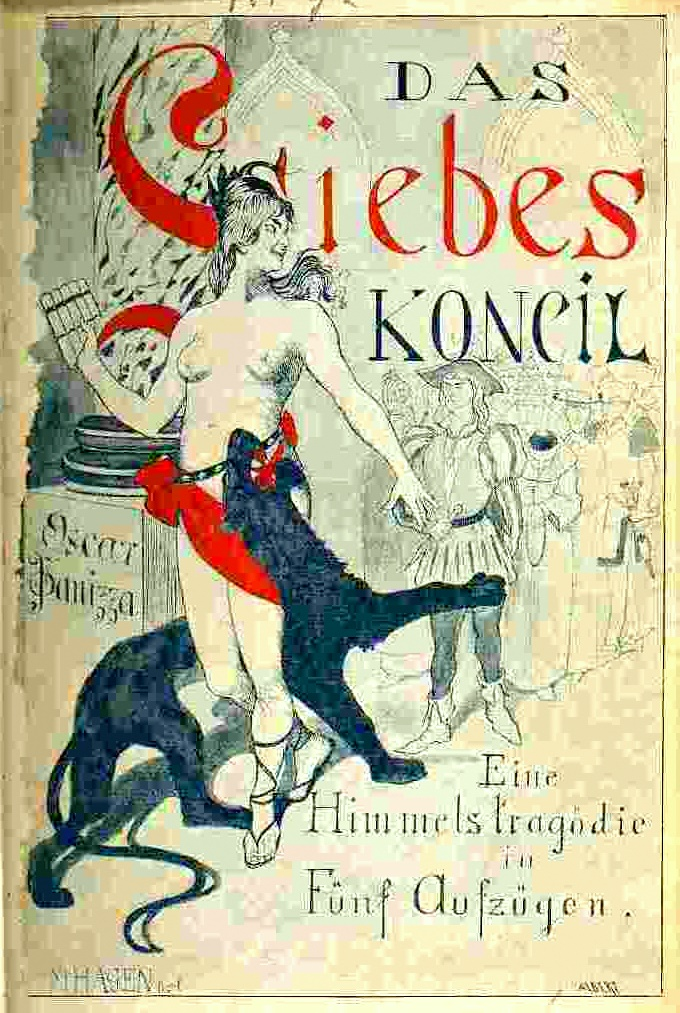
Titelbild der 1897 bei Jakob Schabelitz in Zürich verlegten dritten Ausgabe des Liebeskonzils,
Künstler: Max Hagen

Die antikatholische Satire wurde zum größten Literaturskandal der 1890er-Jahre.
Im Oktober 1894 erschien das Liebeskonzil bei Jakob Schabelitz in Zürich. Panizza verschickte Rezensionsexemplare an Journalisten und Freunde, so dass das Buch zum vielbesprochenen literarischen Thema wurde, noch ehe es in den deutschen Handel gelangte. Theodor Fontane, Detlev von Liliencron, Otto Julius Bierbaum und andere reagierten begeistert auf das spektakuläre Werk.
Das Liebeskonzil war nur wenige Wochen lang in den Buchläden erhältlich: Nach einer Besprechung in der Allgemeinen Zeitung beschlagnahmte die Polizei am 8. Januar 1895 alle in Deutschland zugänglichen Exemplare und die Münchner Staatsanwaltschaft unter Freiherr von Sartor erhob Anklage wegen Blasphemie aufgrund § 166 des Reichsstrafgesetzbuches. Ein Problem war dabei der Nachweis, dass das in der Schweiz gedruckte Werk in Deutschland überhaupt Leser gefunden hatte. Schließlich erklärten zwei Münchner Buchhändler, 23 Exemplare verkauft zu haben und ein Polizist aus Leipzig gab eine Erklärung ab, das Buch gelesen und an seinem Inhalt „Aergerniß genommen“ zu haben – seine Anzeige unterzeichnete er mit „i. A. Müller“.
Der Fall ging durch die deutsche Presse. Panizza fand Fürsprecher unter liberalen und sozialdemokratischen Journalisten, aber heftige Anfeindungen in konservativen Zeitungen. Auch Thomas Mann, der Panizza während seiner Studienzeit in München im „Akademisch-dramatischen Verein“ persönlich kennengelernt hatte, äußerte Verständnis für die Verfolgung der blasphemischen „Geschmacklosigkeit“ durch die Justiz. Er ging in seiner Kritik dabei von Panizzas veröffentlichter Verteidigungsrede aus und hatte das Buch, wie viele andere Kritiker, wahrscheinlich nicht selbst gelesen.
Da konservative Politiker eine politische Opposition vermuteten, wie sie sich tatsächlich erst rund 15 Jahre später entwickeln sollte, wurde aus dem Fall Panizza ein hochpolitischer Prozess gegen „die Moderne“. Die Staatsanwaltschaft ging deshalb mit außerordentlicher Härte gegen Panizza vor.
Im Prozess, der am 30. April 1895 vor dem Landgericht München I stattfand, nahm Panizza die Rolle eines Vorkämpfers für die Freiheit moderner Literatur ein und stilisierte sich dabei zu einem Märtyrer, bewusst die Risiken einer solchen Haltung in Kauf nehmend. Gegen den Rat seiner Freunde, die ihm zuvor schon vergeblich zur Flucht ins Ausland geraten hatten, suchte er in seiner literatur- und kunsthistorisch angelegten Verteidigung kämpferisch die Auseinandersetzung mit dem Staat. Trotzig weigerte er sich auch zu leugnen, dass er die Veröffentlichung des in der Schweiz verlegten Buches für Deutschland beabsichtigt hatte – die wohl einzige Chance auf einen Freispruch.
Mit seiner Rede über die Grundwerte künstlerischer Freiheit konnte er die zwölf Geschworenen kaum überzeugen, zu deren Auslosung die Justiz 28 Bürger mit durchweg geringer Bildung geladen hatte.
Bereits Panizzas Bekenntnis „Ich erkläre, daß ich Atheist bin“ hatte eine Verurteilung geradezu provoziert. Einer der Geschworenen sagte ganz offen: „Wann der Hund in Niederbayern verhandelt worden wär, der kam net lebendig vom Platz!“ Selbst der von Panizza als Sachverständiger geladene Freund und Förderer Michael Georg Conrad stand angesichts dieses Verhaltens fassungslos vor Gericht und konnte Zweifel an der geistigen Gesundheit Panizzas kaum verbergen.
So lief der Prozess unweigerlich auf eine Verurteilung Panizzas hinaus. Kein anderer Schriftsteller im wilhelminischen Kaiserreich wurde mit vergleichbarer Härte gestraft: Anders als etwa Frank Wedekind oder Hanns von Gumppenberg wurde Panizza nicht bloß zu kurzer Festungshaft, sondern zu einem ganzen Jahr Einzelhaft verurteilt und er hatte zudem die Kosten des Verfahrens und des Gefängnisaufenthaltes zu bezahlen.
Theodor Fontane schrieb über das Liebeskonzil: „Lesen Sie’s. Es ist sehr schwierig (polizeischwierig), aber sehr lohnend. Es ist ein bedeutendes Buch, und ein Jahr Gefängnis sagt gar nichts. Entweder müsste ihm [Panizza] ein Scheiterhaufen oder ein Denkmal errichtet werden.“

### Zwischen Prozess und Haftstrafe

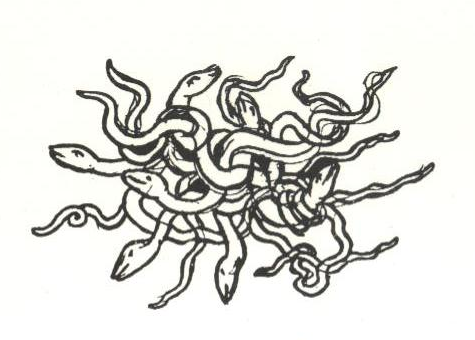
Zeichnung von Oskar Panizza (Datierung unbekannt)

Noch im Gerichtssaal wurde Panizza verhaftet und erst nach dreiwöchiger Haft gegen eine außergewöhnlich hohe Kaution von 80.000 Mark bis zur endgültigen Entscheidung des Reichsgerichts in Leipzig auf freien Fuß gesetzt.
Fünf Monate vor der Veröffentlichung des Liebeskonzils hatte Panizza in einem Aufsatz über „Volkspsychologie“ formuliert, „daß eine erlittene Gefängnisstrafe für eine ideell verteidigte Sache fast der Garantieschein für Popularität in der Masse“ sei.
Konsequent versuchte er in dieser kurzen Frist, aus der öffentlichen Aufmerksamkeit Nutzen zu ziehen und veröffentlichte im Juli die Schrift Meine Verteidigung in Sachen das „Liebeskonzil“. Nebst dem Sachverständigen-Gutachten des Dr. M. G. Conrad und dem Urteil des k. Landgerichts München I. Der später bedeutende Philosoph Theodor Lessing war ebenfalls Assistenzarzt in München gewesen, griff die Debatte auf und schrieb zwei Monate nach dem Prozess eine engagierte Verteidigungsschrift, und zwar, wie er dann zu seiner eigenen Verteidigung sagte, „ohne das verurteilte Stück überhaupt zu kennen“. Der Einsatz für Panizza hatte eine Durchsuchung von Lessings Wohnung und die Konfiszierung einiger seiner Gedichte durch die Polizei zur Folge.
Bei der Uraufführung von Georg Büchners Komödie Leonce und Lena in einer Freilichtaufführung des Münchner Theatervereins „Intimes Theater“ am 31. Mai 1895 in der Regie von Ernst von Wolzogen spielte Oskar Panizza den Hofprediger – fast 60 Jahre, nachdem das Stück geschrieben worden war. Noch am Abend vor seinem Prozess hatte Panizza bei der ersten Aufführung des „Intimen Theaters“ in August Strindbergs Gläubiger mitgewirkt.
Am 11. Oktober 1895 – als Oskar Panizza bereits seit zwei Monaten im Gefängnis saß – fand in Leipzig die Uraufführung seines Einakters Ein guter Kerl statt. Das Stück um einen Erbstreit ist das einzige Werk Panizzas, das als naturalistisch bezeichnet werden kann, und blieb das einzige zu seinen Lebzeiten inszenierte Theaterstück.

### „Der Illusionismus und die Rettung der Persönlichkeit“
In die Zeit zwischen Prozess und Haftstrafe fällt 1895 die einzige philosophische Veröffentlichung Panizzas: Der Illusionismus und die Rettung der Persönlichkeit. Skizze einer Weltanschauung. Oskar Panizza adaptierte darin die Philosophie Johann Caspar Schmidts (dessen Pseudonym Max Stirner Panizza seine Skizze zum Andenken widmete), dessen Schrift Der Einzige und sein Eigentum Vorlage für Panizza war, und kritisierte vehement eine einseitig naturwissenschaftliche Sicht auf die Psyche des Menschen. Damit war eine deutliche Kritik an der hirnanatomisch-neurophysiologischen Psychiatrie ausgesprochen, wie sie von Gudden vertrat.
Panizza formuliert in seinem weltleugnenden, den Menschen als Marionette und Maschine herleitenden „Illusionismus“ die Überzeugung, dass es keine geistigen Normen gebe und nur die radikalen Taten und Ideen Einzelner die Weltgeschichte lenkten. Willensfreiheit war für Panizza eine „Form des Illusionismus“. Für den Einzelnen existiere die Außenwelt nur als Projektion in seinem Kopf (Solipsismus), Halluzinationen seien für ihn dagegen unabhängig von der wirklichen Welt real. Diese Überzeugung ist eine deutliche Reaktion auf die latente geistige Störung Panizzas, die später zum Ausbruch kommen sollte und die der erfahrene Nervenarzt als solche diagnostizierte. Die Kluft zwischen realer Außenwelt und innerem Welterleben gehört zu den erzählerischen Leitmotiven im Werk Panizzas. Bereits das Liebeskonzil hatte nicht Gott, sondern das Gottesbild der Katholiken zum Gegenstand – ein Unterschied, den Panizzas Richter und die Geschworenen nicht nachvollziehen konnten. Wohl am stärksten thematisiert die 1894 geschriebene und 1896 als Sonderdruck veröffentlichte, stark autobiographisch geprägte Erzählung Die gelbe Kroete die Diskrepanz zwischen der objektiven und der subjektiv wahrgenommenen Welt.

### „Ein Jahr im Gefängnis“
Am 8. August 1895 trat Panizza die einjährige Einzelhaft im Zuchthaus von Amberg an, die er vollständig abbüßte. Ein Gnadengesuch, das Panizzas Anwalt Georg Kugelmann am 30. August an den Prinzregenten mit einer Geisteskrankheit und der Unzurechnungsfähigkeit seines Mandanten begründete, hatte keinen Erfolg, trug aber zehn Jahre später nicht unwesentlich zur Entmündigung Panizzas bei. Das Gesuch wurde ohne Kenntnis Oskar Panizzas eingereicht – wahrscheinlich auf Betreiben der Familie.
In der Haft war es Panizza gestattet zu schreiben. Da er jedoch nicht publizieren durfte, veröffentlichte Panizza aus der Haftanstalt einige Aufsätze und Rezensionen in der Zeitschrift Die Gesellschaft unter Pseudonym, so eine Besprechung von Wedekinds Der Erdgeist oder den 1896 erschienenen psychiatriekritischen Artikel Neues aus dem Hexenkessel der Wahnsinns-Fanatiker. Weitere in Amberg verfasste Schriften erschienen nach der Haftentlassung.
Das Manuskript Ein Jahr im Gefängnis – mein Tagebuch aus Amberg, das Panizza an Conrad sandte, tat dieser als literarisch wertlos ab und es blieb ungedruckt. Das nur noch fragmentarisch erhaltene Tagebuch des Häftlings gibt einen Eindruck von den psychischen Qualen der Gefängniszeit. Unter den einfachen und derben Gefangenen und Aufsehern war der Gefängnisgeistliche Friedrich Lippert, der spätere Vormund Panizzas, sein einziger Gesprächspartner. Eine Folge der Demütigungen im Gefängnis war eine deutliche Politisierung Panizzas, der die psychischen und physischen Erniedrigungen durch Wärter und Gefangene als systematischen Teil des staatlichen Strafvollzugs auffasste.

### Abschied von München
Als er im August 1896 nach München zurückkehrte, traf die starke Veränderung, welche die Haftzeit im Wesen Panizzas verursacht hatte, die meisten seiner Freunde wie ein Schock. Er wirkte abgezehrt und bleich, war zu einem eigenbrötlerischen Skeptiker geworden.
Noch im Gefängnis hatte Panizza die fünf Dialoge enthaltende Streitschrift Dialoge im Geiste Huttens (am bekanntesten wohl der Ueber die Deutschen) und das Pamphlet Abschied von München verfasst, mit dem er sich programmatisch von Deutschland abwandte und seine Emigration in die Schweiz ankündigte. Gut einen Monat nach seiner Haftentlassung beantragte Panizza die Entlassung aus der Bayerischen Staatsangehörigkeit und zog im Oktober 1896 nach Zürich.
Zuvor brachte er noch weitere literarische Projekte zu einem Ende, darunter den letzten Artikel für die Gesellschaft, Der Klassizismus und das Eindringen des Variété, in dem er sich für eine Erneuerung der dramatischen Kunst aus dem Geiste des Varietés einsetzte, und die „ins Uferlose“ geratene Ausarbeitung eines früheren Aufsatzes über die mittelalterlichen Haberfeldtreiben in Buchform, das im renommierten S. Fischer Verlag erschien.

## Emigration in die Schweiz

### „Zürcher Diskußjonen“

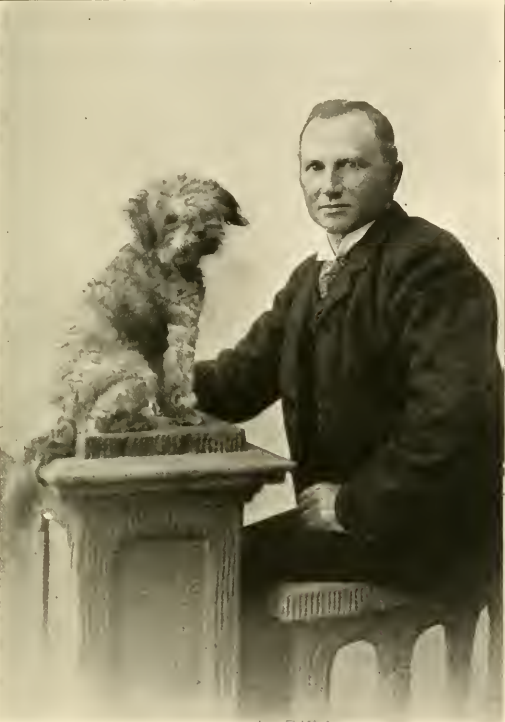
Oskar Panizza mit seiner Hündin Puzzi (etwa 1897)

Obwohl Oskar Panizza München und Deutschland aus eigenem Entschluss den Rücken gekehrt hatte, sah er sich als Exilant, als Verstoßener und stellte sich selbst in die Tradition politischer Flüchtlinge wie Heinrich Heine.
Da Panizza keinen Verleger und keine Zeitschrift mehr fand, die seine neuen Bücher beziehungsweise seine Artikel veröffentlichen wollten, gründete er in Zürich einen eigenen Verlag Zürcher Diskussionen und gab darin ab Mai 1897 die Zürcher Diskußjonen heraus, die den Untertitel Flugblätter aus dem Gesamtgebiet des modernen Lebens trugen. Grundfragen nach dem Verhältnis von Individuum und Staat, von Idee und Tat bestimmten die redaktionelle Ausrichtung der Zeitschrift. Themen waren neben der Literatur und Kunst religiöse, erotische, sittengeschichtliche und politische Essays, Satiren und Erzählungen. Unter den Artikeln finden sich so ungewöhnliche Titel wie Das Schwein in poetischer, mitologischer und sittengeschichtlicher Beziehung oder, bei Jesus Christus eine Paranoia feststellend Christus in psicho-patologischer Beleuchtung.
Angeblich lagen den Veröffentlichungen Gespräche an Diskussionsabenden zugrunde. Ob diese tatsächlich stattfanden und wie viele Gäste daran teilnahmen, ist heute nicht mehr ermittelbar. Sicher ist, dass Panizza unter eigenem Namen und den Pseudonymen Louis Andrée, Hans Dettmar, Sven Heidenstamm, Hans Kistenmaecker, Jules Saint-Froid (so in Die Gesellschaft) Sarcasticus und mit der Sigle *** den größten Teil der Beiträge selbst verfasste. Einige Namen weiterer Autoren sind jedoch bekannt, so schrieben Fanny Gräfin zu Reventlow, Léon Bazalgette, Ludwig Scharf, Heinrich Pudor und die russische Immigrantin Ria Schmujlow-Claaßen, mit der Panizza eine langjährige Freundschaft verband, für die Zürcher Diskußjonen.
Die Zeitschrift hatte eine maximale Auflage von 400 Exemplaren und wurde vom deutschen Mäzen Otto von Grote (* 1866), dem Sohn des Politikers Otto Adolf Freiherr von Grote, unterstützt. Als Panizza, der mit nur 600 Mark Guthaben in die Schweiz eingereist war, persönlich und verlegerisch in finanzielle Schwierigkeiten geriet, verlangte Grote redaktionellen Einfluss. Panizza weigerte sich jedoch und zog es vor, die Auflagenhöhe der Zürcher Diskußjonen herabzusetzen.

### „Psichopatia criminalis“
Neben der Zeitschrift entstand in Zürich eine Satire auf eine politische Indienstnahme der Psychiatrie: Die Psichopatia criminalis mit dem Untertitel Anleitung um die vom Gericht für notwendig erkanten Geisteskrankheiten psichjatrisch zu eruïren und wissenschaftlich festzustellen. Für Ärzte, Laien, Juristen, Vormünder, Verwaltungsbeamte, Minister etc. Im Stile einer wissenschaftlichen Studie, die sich in Titel und Aufbau an die Psychopathia sexualis anlehnt, erläutert darin der ehemalige Psychiater unter anderem am Beispiel der Märzrevolution, wie man durch ein „mässig grosses Irrenhaus zwischen Neckar und Rhein, etwa von der Größe der Pfalz […] die kriminelle Bewegung, ich wollte sagen: die epidemische Psichose“ im Keim hätte ersticken können und welche Lehren daraus für die Gegenwart zu ziehen seien. Als beispielhafte Fälle aus der Geschichte behandelt Panizza Tiberius Sempronius Gracchus, Christian Friedrich Daniel Schubart, Wilhelm Weitling, Robert Blum und Max Stirner.
Die Psichopatia criminalis ist deutlich von den anarchistischen und antimonarchistischen Grundhaltungen geprägt, die Panizza während der Haft in Amberg entwickelt und die sich in den Zürcher Exilantenkreisen noch verstärkt hatten. Die 1898 erschienene Broschüre steht inhaltlich in Zusammenhang mit dem im März 1891 gehaltenen Vortrag  Genie und Wahnsinn und der Abhandlung Der Illusionismus und Die Rettung der Persönlichkeit von 1895.

### Ausweisung aus der Schweiz
Panizzas Stimmung schwankte in der Schweiz zwischen Depressionen und großer Lebens- und Kampfeslust. Zwar wurde er zum Mittelpunkt einer Gruppe intellektueller, teilweise anarchistischer „Revoluzzer“, doch knüpfte er in Zürich nicht oder nur scheinbar an sein altes Bohemienleben an. Er pflegte kaum enge Freundschaften und isolierte sich zunehmend. Stunden verbrachte er damit, seiner geliebten Hündin Puzzi vorzulesen, deren Tod 1897 ihn tief erschütterte.
Dennoch fühlte er sich in seinem Gastland wohl und beantragte das Schweizer Bürgerrecht. In dieser Situation wurde er am 27. Oktober 1898 völlig unerwartet aus Zürich (und damit aus der gesamten Schweiz) ausgewiesen, nachdem er von Dezember 1897 bis Frühjahr 1898 ein bis zwei Mal pro Woche mit der 15-jährigen Prostituierten Olga Rumpf in seiner Wohnung verkehrt hatte und diese angeblich zu medizinischen Zwecken auch nackt fotografiert haben soll. Eine Strafverfolgung fand nicht statt; in der Schweiz war zudem der Geschlechtsverkehr nur mit Mädchen unter 15 Jahren strafbar. Die tatsächliche Ursache für die Ausweisung dürfte jedoch eine politische Reaktion auf das Attentat auf die österreichische Kaiserin Elisabeth am 10. September 1898 in Genf gewesen sein, in dessen Folge die Schweizer Behörden konsequent gegen Anarchisten, Sozialisten und Intellektuelle vorgingen, die Kontakte zu diesen Kreisen unterhielten. Am 15. November 1898 verließ Panizza Zürich und kam sechs Tage später mit seiner Bibliothek von 10.000 Büchern, einem Büfett und einem Bett in Paris an.

## Exil in Paris

### Depressionen, Halluzinationen und Verfolgungswahn

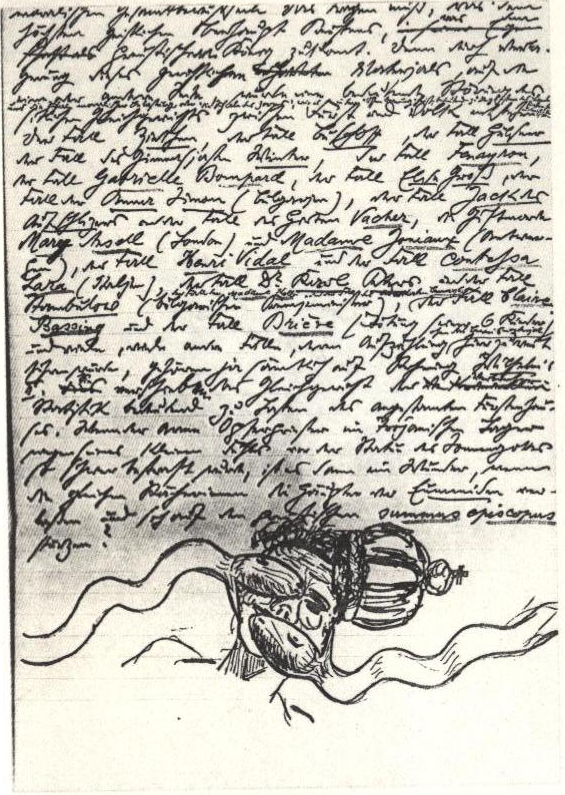
Brief mit Zeichnung von Oskar Panizza (Datierung unbekannt)

Die neuerliche Emigration, die Panizza wie ein Schlag getroffen hatte, führte ihn in eine schwere psychische Krise. Er wurde in Paris zunehmend von Resignation, depressiven Schüben, Halluzinationen und Verfolgungswahn beherrscht und zog sich weitgehend von menschlicher Gesellschaft zurück. Die Furcht, erneut ausgewiesen zu werden, war so groß, dass er in seiner weiträumigen Wohnung auf dem Montmartre sogar jahrelang darauf verzichtete, seine Bibliothek aus den Umzugskisten auszupacken.
Panizza wurde mehr denn je zu einem skurrilen und menschenscheuen Sonderling. Nur wenige frühere Bekannte wie Frank Wedekind, Anna Croissant-Rust, Gertraud Rostosky und Max Dauthendey besuchten ihn gelegentlich. In seinem früheren Freund, dem Lyriker Ludwig Scharf, wollte er sogar einen Geheimpolizisten der Berliner Regierung erkennen und warf ihn kurzerhand aus seiner Wohnung hinaus. So sehr Panizzas Wahnsystem, Gegenstand einer weitreichenden Verschwörung zu sein, deren Initiator Kaiser Wilhelm II. gewesen sei, von Verfolgungs- und Größenwahn geprägt war, so scheint der Verdacht, von der Polizei überwacht zu werden, doch nicht völlig unbegründet gewesen zu sein: Post von ihm kam geöffnet bei seiner Mutter an und von anderer Seite drohte ihm sein ehemaliger Mäzen Otto von Grote aus Furcht, beider früherer Briefwechsel (Grote hatte Briefe pornographischen Inhalts an Panizza geschickt) könnte unangenehme Folgen für ihn haben, mit den Verbindungen zur deutschen Gesandtschaft und über diese zur Pariser Fremdenpolizei. Dazu bemerkte von Grote in einem Brief an Michael Georg Conrad: „Solche Irrsinnige sind unberechenbar!“

### „Parisjana“ und steckbriefliche Fahndung
Die sechs Jahre, die Panizza in einer 5-Zimmer-Wohnung in der Rue des Abbesses XIII in Paris verbrachte, waren nicht annähernd so produktiv, wie die Münchner und die Zürcher Zeit. Bis 1901 gab er weiterhin die Zürcher Diskußjonen heraus und behielt dabei den Titel auch in Paris bei. Panizza bekannte sich nun offen zum Anarchismus als „Prinzip der Negazjon“ und sah sich zunehmend in einem persönlichen Kampf mit Kaiser Wilhelm II., den er nicht nur für seine Ausweisung aus Zürich verantwortlich machte, sondern der ihn auch aus Paris vertreiben wolle (in Laokoon oder über die Grenzen der Mezgerei legt Panizza seinen Hass gegenüber Wilhelm II. dar).
Panizzas letzte Buchveröffentlichung, der Lyrikband Parisjana (1899), wurde deshalb zu einer persönlichen Kampfansage an den deutschen Kaiser, ein Pamphlet in einer Schärfe, die Panizza bis dahin nicht erreicht hatte. In den künstlerisch wenig ambitionierten, dafür umso zeitkritischeren Balladen in Panizzas typischer phonetischer Schreibweise prangerte er das verhasste wilhelminische Deutschland als untragbaren Klassenstaat an, in dem das Volk und die Kunst unterdrückt würden, und rief die Untertanen zur „Revoluzion“ auf.

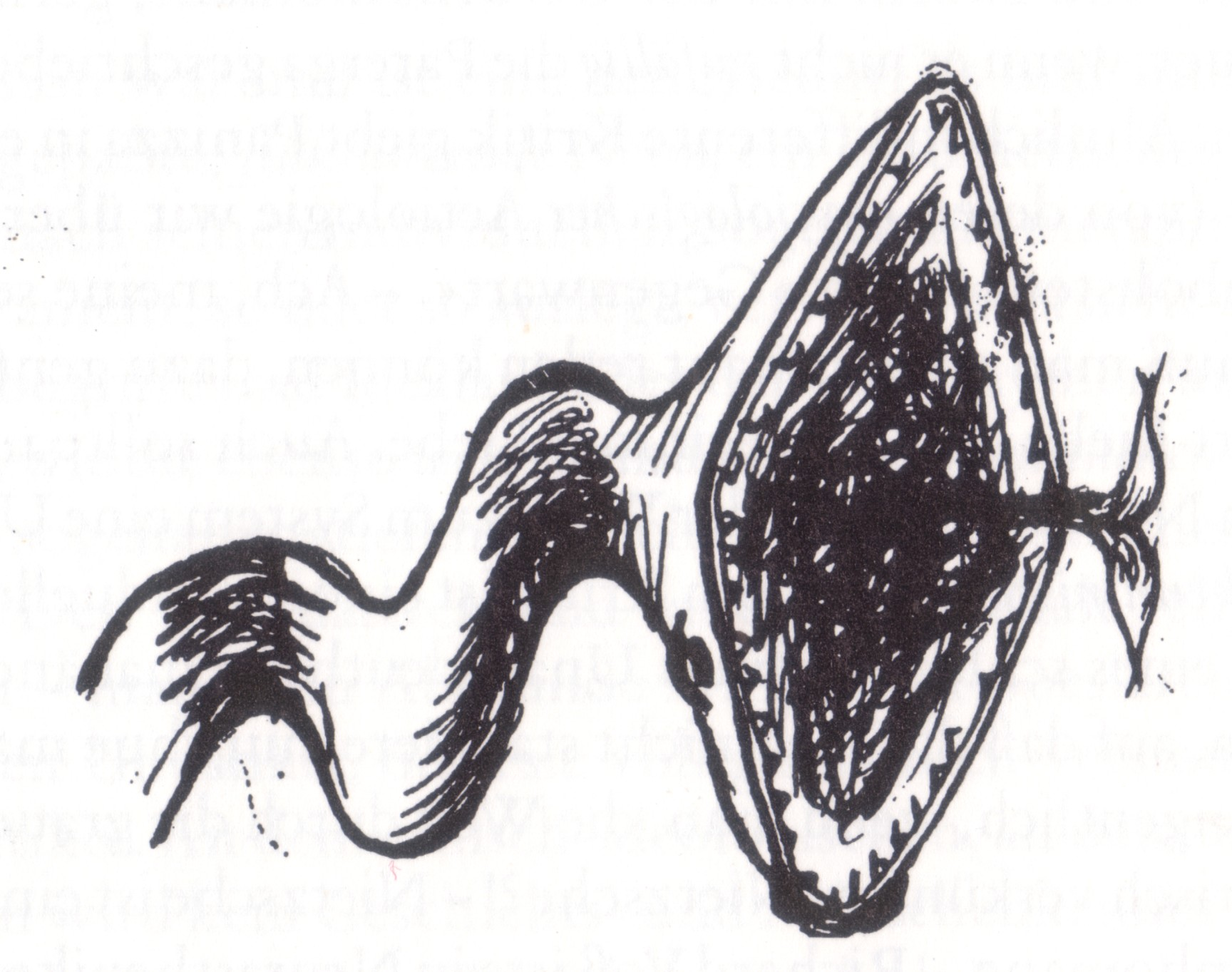
Zeichnung Oskar Panizzas (Datierung unbekannt)

In merkwürdiger Verkennung der inzwischen nationalistischen Überzeugung seines früheren Freundes Michael Georg Conrad widmete er diesem die Parisjana. Empört wandte sich Conrad an den Herausgeber der Gesellschaft, Ludwig Jacobowski: „Es hilft nichts, mit Panizza muß sauber aufgeräumt werden und so schnell wie möglich“, der Gedichtband sei „Material für den Irrenarzt“, Panizza „in der gebildeten Welt ein todter Mann“.
Conrad, der in Parisjana „das ganze deutsche Volk mit Kot“ beworfen sah, veröffentlichte heftige Rezensionen in der Gesellschaft, in Das litterarische Echo und in Die Wage. Daraufhin wurde die Staatsanwaltschaft auf die Parisjana aufmerksam, am 29. Januar 1900 erhob erneut Freiherr von Sartor Anklage und einen Tag später erging ein Beschlagnahmebeschluss. Seit dem 2. Februar wurde mit einem internationalen Steckbrief nach Panizza gefahndet.
Am 28. Februar 1900 beantragte die Staatsanwaltschaft wegen Fluchtgefahr die Beschlagnahmung von Panizzas Vermögen. Da dieser staatenlos war und sich im Ausland aufhielt, wurde das Verfahren bald wieder eingestellt, der Besitz Panizzas in Höhe von 185.000 Mark blieb jedoch konfisziert. Nun erwies es sich als fatal, dass Oskar Panizza bei seiner Ausreise in die Schweiz die Weigerung seiner Familie, ihm seinen Erbanteil auszuzahlen, akzeptiert hatte. Unterstützung seitens seiner Familie, die durch ihn ihren gesellschaftlichen Ruf verloren zu haben glaubte, war ausgeschlossen und zum Verkauf seiner Bibliothek konnte er sich nicht durchringen – so verarmte Panizza schnell und konnte bald die Miete nicht mehr bezahlen.

## Wahnsinn, Entmündigung und Ende in der Nervenklinik

### Haft und Erklärung der Unzurechnungsfähigkeit

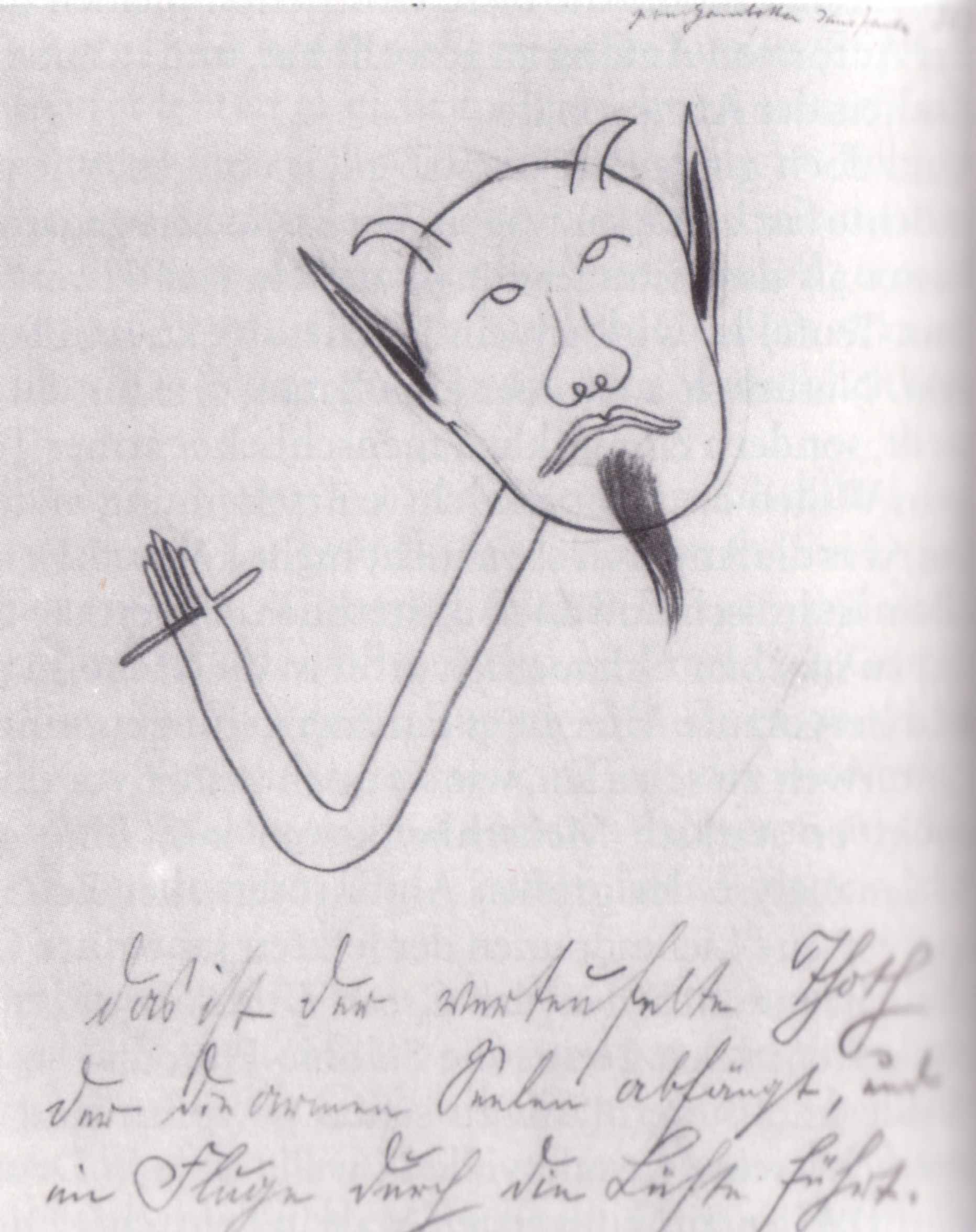
Zeichnung von Oskar Panizza aus der Sammlung Prinzhorn, Bildunterschrift: pour Gambetta sans faute. das ist der verteufelte Thoth / der die armen Seelen abfängt, und / im Fluge durch die Lüfte führt (entstanden wahrscheinlich 1906)

In dieser Situation stellte er sich als „Pazjent“ am 13. April 1901 der Münchner Justiz. Sogleich wurde er in der Münchner Fronfeste am Anger inhaftiert und verhört. Am 15. April 1901 wurde das Verfahren wegen Majestätsbeleidigung wieder aufgenommen, Panizzas Vermögen aber freigegeben.
Da, ausgehend von seinen literarischen Werken seit dem Liebeskonzil, Zweifel an der geistigen Gesundheit Panizzas bestanden, wurde er zur Untersuchung in die Kreis-Irrenanstalt eingeliefert, an der er selbst Anfang der 1880er-Jahre als Assistenzarzt unter Gudden gearbeitet hatte. Nach der Fronfeste empfand er diese Anstalt nahezu als Paradies.
Hier wurde er, zugewiesen ab dem 22. Juni, untersucht, bis er am 3. August 1901 zurück ins Gefängnis geschickt wurde. Als drei Wochen später das psychiatrische Gutachten vorlag, wurde Panizza gerichtlich für unzurechnungsfähig erklärt und als Paranoiker eingestuft, die Anklage gegen ihn wurde fallengelassen. Noch am selben Abend wurde er entlassen und reiste am 28. August 1901 nach Paris zurück.

### Expandierendes Wahnsystem
Nach seiner Rückkehr im November 1901 veröffentlichte Panizza nur noch wenige Nummern der Zürcher Diskußjonen. Zwar schrieb er weiter, fand jetzt aber nicht einmal mehr einen Drucker für seine Werke. Ungedruckt blieb deshalb auch seine Prosasammlung Imperjalja, die inhaltlich an die Parisjana anschlossen. Die um 1903 in der Rue des Abbesses XIII. in Paris entstandenen Texte der Imperjalja bilden Panizzas letzte und umfangreichste Arbeit. Sie illustrieren Panizzas Verschwörungstheorie: Demnach führte eine Nebenregierung Bismarcks einen geheimen Kampf gegen Wilhelm II. und Panizza war Objekt und entscheidende Figur dieses Ringens, dessen Kritik der Kaiser mehr fürchte als alles andere. Selbst hinter „Jack dem Aufschlitzer“ und zahllosen anderen Skandalen stecke tatsächlich der Kaiser, doch nur wenige Eingeweihte wie Panizza wüssten davon. Bald gab es nichts mehr, das nicht Teil der großen Verschwörung war.
Panizza isolierte sich immer mehr von seiner Umwelt, litt unter Übelkeitsanfällen und wurde von akustischen, visuellen und Geruchshalluzinationen geplagt, die er in sein Wahnsystem integrierte: Ein „Luftsingen“ hielt er für ihm geltendes Pfeifen kaiserlicher Agenten, gastritische Schmerzen führte er auf eine Vergiftung zurück. Alltagsgegenstände schienen ihm Wörter zu artikulieren, selbst der Flug von Schwalben schien ein gegen ihn gerichteter Akt zu sein. 1903/04 diagnostizierte der frühere Nervenarzt bei sich selbst eine „Dissozjazjon der Persönlichkeit“.

### Internierung, Entmündigung und Tod

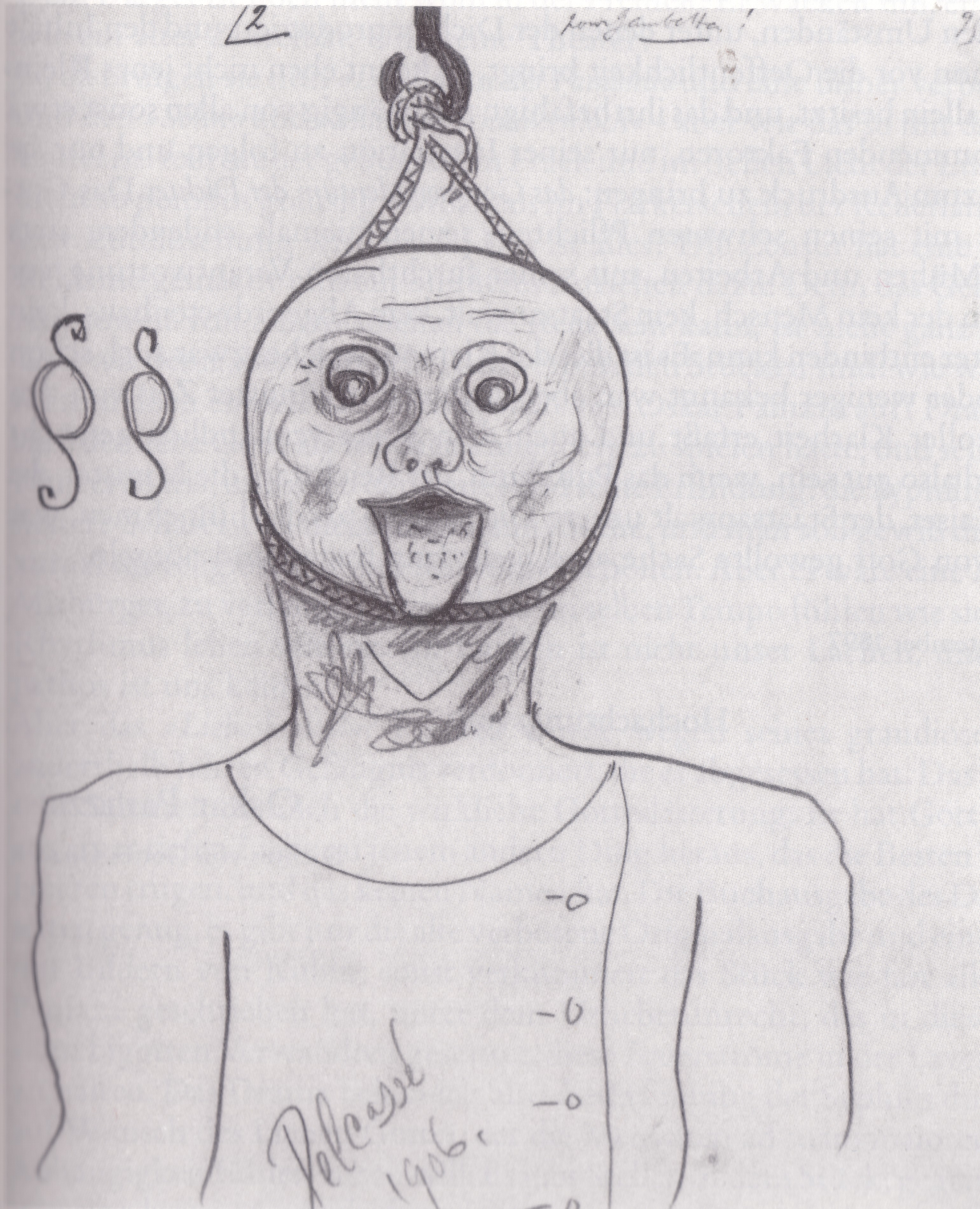
Zeichnung von Oskar Panizza, Bildunterschrift: pour Gambetta! (dem französischen republikanischen Politiker Léon Gambetta gewidmet, entstanden 1906)

Mainschloß Herzoghöhe in Bayreuth

Am 23. Juni 1904 verließ Panizza Paris, hielt sich einige Tage am Genfer See auf und bat in der Münchner Kreisirrenanstalt um Aufnahme. Diese wurde jedoch abgelehnt, offiziell wegen Überfüllung, tatsächlich wohl, weil die Finanzierung der Therapie des Staatenlosen dem Direktor der Anstalt, Vocke, ungesichert erschien. Daraufhin wandte sich Panizza an die private Heilanstalt Neufriedenheim, aus der er aber bereits nach zehn Tagen wegen eines heftigen Streits mit dem Direktor der Anstalt, Ernst Rehm, verwiesen wurde. Oskar Panizza mietete sich ein Zimmer in Schwabing und fühlte sich fortgesetzt durch Mensch und Natur belästigt und verhöhnt. Wiederholt kam es zu Streitereien mit Münchner Bürgern, die Anzeigen, Verhöre und polizeiliche Überwachung zur Folge hatten.
Vom geplanten Suizid, den er mehrmals in Erwägung gezogen hat, sah Panizza am 19. Oktober 1904 im letzten Moment ab. Als er anschließend von seiner Wohnung in der Feilitzschstraße bis aufs Hemd entkleidet durch die Stadt bis zur Leopoldstraße lief, der herbeigerufenen Polizei einen falschen Namen angab und behauptete, ein Patient der Nervenklinik zu sein, wurde er zur Untersuchung seines geistigen Zustandes eingewiesen.
In einer Autobiographie, die Panizza in der Irrenstation des städtischen Krankenhauses 1/I auf Wunsch des Arztes im November 1904 verfasste, behauptete Panizza stolz, er habe diese Einweisung absichtlich und schließlich erfolgreich provoziert. Der ehemalige Psychiater Panizza schreibt in diesen Aufzeichnungen über den Patienten Panizza in der dritten Person und benennt das Pfeifen als Halluzination, gleichzeitig aber als Realität.
Am 28. März 1905 wurde er in die Anstalt für Gemütskranke St. Gilgenberg in Eckersdorf bei Bayreuth überwiesen und im April gegen seinen Willen und auch auf Drängen seiner Mutter endgültig gerichtlich entmündigt. Als Gutachter des Münchener Amtsgerichts waren dabei Gudden, ein Sohn des Bernhard von Gudden und ein Herr Ungemach tätig, der bereits 1901 gutachterlich für die Münchener Kreisirrenanstalt Panizza beurteilt hatte und auf dessen damaliges Gutachten sich Gudden 1905 weitgehend stützte. Oskar Panizzas Vormünder wurden Justizrat Popp und sein Bruder Felix (* 18. März 1848), nach dessen Tod am 6. März 1908 Dekan Friedrich Lippert, Panizzas Gesprächspartner aus der Amberger Gefängniszeit. 1907 wechselte Oskar Panizza in das 1894 von dem jüdischen Arzt Albert Würzburger errichtete Luxussanatorium Mainschloß Herzoghöhe in Bayreuth, in dem er der einzige Geisteskranke war. Nur wenig Gesichertes ist über Panizzas Zeit im Sanatorium, das er als Irrenhaus (von ihm auch „Das rothe Haus“ genannt – so als in Duestre Lieder erschienenes Gedicht) bezeichnete, bekannt, aus einem Brief der Mutter geht jedoch hervor, dass er sich 1905 das Leben nehmen wollte. In Bayreuth übersetzte Panizza noch eine Zeit lang lateinische Texte und schrieb an einem letzten, nie vollendeten, in deutscher, englischer und französischer Sprache verfassten Buch Die Geburtsstunde Gottes, ein mitologischer Ziklus im Sinne des Sonnen- und Mondlaufes. Eines seiner letzten Gedichte aus dem Jahr 1904 trägt den resignierten Titel: „Ein Poet, der umsunst gelebt hat“.
Nach über 16 Jahren im Sanatorium Herzoghöhe erlag Oskar Panizza am 28. September 1921 wiederholten Schlaganfällen. Nur im Beisein des Anstaltspersonals wurde er am 30. September auf dem Stadtfriedhof Bayreuth beigesetzt. Die Familie weigerte sich, einen Grabstein für ihn zu setzen und scheint einen großen Teil des unveröffentlichten Nachlasses vernichtet zu haben. Sein Grabplatz ist bekannt, er wurde seit 1947 bereits zweimal neu belegt.

## Rezeption

### Zeitgenössische Rezeption und frühe Legendenbildung
Die meisten Bücher Panizzas wurden schon kurz nach ihrer Veröffentlichung verboten und konfisziert, an eine tatsächliche Theateraufführung seines Liebeskonzils war lange Zeit gar nicht zu denken und Panizzas Familie weigerte sich, die Urheberrechte für Neuauflagen des Entmündigten freizugeben – so war eine wirkliche Rezeption seiner Werke jahrzehntelang kaum möglich. Die Skandalfigur Oskar Panizza aber war eine der schillerndsten Personen der Schwabinger Bohème-Szene und später mystifizierte Figur etlicher literarischer Werke: So schildert ihn Hanns von Gumppenberg in seinem Schlüsselroman Der fünfte Prophet als mephistophelischen Sonderling, Oscar A. H. Schmitz als Alchimisten, Zauberer und Dämon der Welt (Panizza selbst sah sich selbst als „Dämonträger“, dem es nicht gelungen war, seinen Dämon in der Welt zu manifestieren). Ob Thomas Mann ihn im Doktor Faustus skizziert hat, ist nicht nachweisbar, aber möglich. Für Sigmund Freud war das Liebeskonzil „ein stark revolutionäres Bühnenstück“, und Walter Benjamin schätzte Panizza als „häretischen Heiligenbildmaler“.
1913 erschien eine auf 50 Exemplare limitierte und in den Niederlanden gedruckte Edition des Liebeskonzils für die „Gesellschaft der Münchner Bibliophilen“, die von Alfred Kubin illustriert wurde. Wegen der strikten Zensur musste jedes Exemplar dieser Privatausgabe den gedruckten Namen des späteren Besitzers auf der Titelseite tragen. Unter den Mitgliedern der Gesellschaft waren unter anderem Franz Blei, Karl Wolfskehl, Erich Mühsam und Will Vesper. Von 1917/18 stammt ein großformatiges Ölgemälde von George Grosz (Widmung an Oskar Panizza), das heute in der Staatsgalerie Stuttgart hängt.
Nach dem Ersten Weltkrieg lebte der „Fall Panizza“ in Justiz-, Psychiatrie- und Literaturkreisen fort. Emil Kraepelin, der Panizza untersucht hatte, setzte sich in seinen psychiatrischen Lehrbüchern mit seinem Fall auseinander.
Bibliophile zahlten in den 1920er-Jahren Höchstpreise für Exemplare der beschlagnahmten Erstauflage des Liebeskonzils. Kurt Tucholsky schrieb 1920 über Panizza, dass er, „als er noch bei Verstande war, der frechste und kühnste, der geistvollste und revolutionärste Prophet seines Landes gewesen ist. Einer, gegen den Heine eine matte Zitronenlimonade genannt werden kann und einer, der in seinem Kampf gegen Kirche und Staat (…) bis zu Ende gegangen ist.“
Friedrich Lippert, der im Oktober 1915 in den Ruhestand versetzte Vormund Panizzas, veröffentlichte 1926 gemeinsam mit Horst Stobbe im Privatdruck die Biographie In memoriam Oskar Panizza. Gemeinsam mit der darin abgedruckten, 1904 auf Drängen der Ärzte in der Kreisirrenanstalt verfassten, am 17. November signierten Selbstbiographie Panizzas und Walter Mehrings Verlorener Bibliothek (1952) und von Max Halbe bildeten diese Erinnerungen lange Zeit die Grundlage für jede Darstellung des Lebens von Oskar Panizza. Alle diese Werke sind jedoch aus unterschiedlichen Gründen ungenau oder tendenziös. Dass Panizza trotz geistiger Gesundheit ins Irrenhaus eingeliefert worden sei, geht in erster Linie auf Mehring, Halbe und Äußerungen Wedekinds zurück und galt bald als allgemein anerkannte Tatsache. Sowohl die Rolle der „Obrigkeit“, als auch die seiner Familie war dabei Gegenstand der Spekulation. Erst seit den 1980er-Jahren wurde der Blick auf Oskar Panizza durch ein gründlicheres Quellenstudium erweitert. Einen gänzlich anderen Blickwinkel auf das schwarze Schaf der Familie Panizza nimmt die ungedruckte, äußerst religiös gefärbte, nicht veröffentlichte Biographie der Mutter Mathilde ein.

### Vereinnahmung durch die Nationalsozialisten

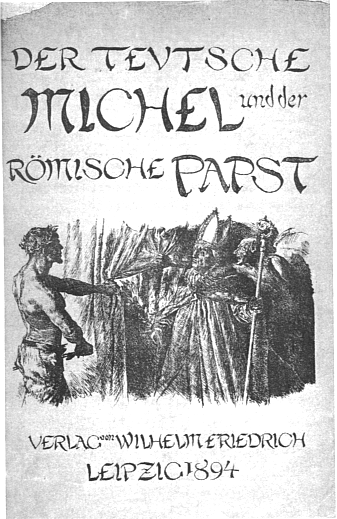
Der teutsche Michel und der römische Papst (hier das Titelbild zur ersten Auflage 1894) gehörte in einer redigierten Fassung unter dem Titel Deutsche Thesen gegen den Papst und seine Dunkelmänner zu den Werken Panizzas, die bei Nationalsozialisten populär waren

Ein Thema war Panizzas Prozess ausschließlich für Linksintellektuelle, bis Ende 1927 der „Münchener Beobachter“, ein Beiblatt zum Völkischen Beobachter, eine nationalsozialistische Interpretation von Panizzas Liebeskonzil veröffentlichte und seine Erzählung Der operirte Jud abdruckte.
Panizzas Werk wurde während des Dritten Reichs von den Nationalsozialisten vereinnahmt, dabei jedoch auf die entsprechend verwertbaren Texte reduziert. Emil Ferdinand Tuchmann, der jüdische Vorsitzende einer 1928 gegründeten „Panizza-Gesellschaft“, musste 1933 ins Pariser Exil gehen. Zwei Jahre später gab der nationalsozialistische Kulturfunktionär und Autor Kurt Eggers zwei Anthologien mit ausgewählten Werken Panizzas heraus. In der Interpretation Eggers’ wurde der Individualanarchist und frankophile Bohémien Panizza zum antisemitischen, antifranzösischen und antibritischen Willensmenschen. Ein typisches Ergebnis dieser Umdeutung war die Verfälschung des Buchtitels Der teutsche Michel und der römische Papst in Deutsche Thesen gegen den Papst und seine Dunkelmänner. Mit diesem Titel erschien das Buch 1940 in großer Auflage. Ein Nachdruck erschien im Völkischen Beobachter. Damit war Panizza postum zum nationalsozialistischen Autor geworden, dessen Werk von Reichsleiter Martin Bormann persönlich beworben wurde.

### Wiederentdeckung in den 1960er-Jahren
Nach dem Zweiten Weltkrieg wurden die Werke Panizzas lange Zeit weder verlegt noch gespielt und waren kein Thema der Germanistik. Als Jes Petersen 1962 die Erstausgabe des Liebeskonzils als Faksimile in einer kleinen Auflage von 400 Exemplaren neu herausgab, wurde das Buch auf den Index gesetzt und Petersen inhaftiert. Seine Wohnung wurde durchsucht, Bücher und Bilder beschlagnahmt und ihm wegen Verbreitung pornographischer Schriften der Prozess gemacht. Nach heftigem Protest der Presse wurden jedoch alle Anklagepunkte gegen Petersen wieder fallengelassen. Erst 1964 gab Hans Prescher das Liebeskonzil zusammen mit anderen Schriften bei Luchterhand in größerer Auflage heraus. Damit war erstmals eine Grundlage für eine breitere Rezeption Panizzas im deutschsprachigen Raum geschaffen. Bereits 1960 war eine französische Übersetzung erschienen, 1964 folgte eine niederländische, 1969 eine italienische und 1971 eine englische Ausgabe.
Zunächst hatte im Dezember 1965 ein Münchener Studententheater, die Studiobühne der Ludwig-Maximilians-Universität (LMU), Panizzas Stück als szenische Lesung aufgeführt und war hierbei in Konflikt mit dem konservativen AStA-Vorsitzenden an der LMU München, dem späteren bayerischen Finanzminister Kurt Faltlhauser, geraten. Die Uraufführung des Liebeskonzils als Theaterstück fand dann erst 1967, also 74 Jahre nach der Erstveröffentlichung, auf der Wiener Kleinbühne „Experiment“ statt, und 1969 wurde es im Théâtre de Paris unter der Regie von Jorge Lavelli zum ersten Mal auf eine große Bühne gebracht. Als das Liebeskonzil 1973 am Hamburger Ernst-Deutsch-Theater endlich seine deutsche Erstaufführung hatte, widmete die führende Fachzeitschrift Theater heute Panizza die Titelreportage. Die erwartete empörte Reaktion der Öffentlichkeit blieb aus.
In den 1970er-Jahren wurden lediglich einzelne Texte Panizzas in Anthologien veröffentlicht, bis 1976 das Liebeskonzil im S. Fischer Verlag erschien. 1977 folgte Aus dem Tagebuch eines Hundes, 1978 Die kriminelle Psychose, genannt Psichopatia criminalis und 1979 Dialoge im Geiste Huttens mit einem Vorwort Panizza oder die Einheit Deutschlands von Heiner Müller.

### Verfilmung und Panizza-Renaissance in den 1980er-Jahren
Einen veritablen Skandal hatte eine Inszenierung am Teatro Belli in Rom unter der Regie von Antonio Salines 1981 zur Folge. Die italienische Produktion Il concilio d’amore wurde in den Film Liebeskonzil des deutschen Regisseurs Werner Schroeter integriert, der im ausverkauften Zoo Palast auf der Berlinale 1982 Premiere feierte. Die Filmhandlung ist nicht völlig identisch mit Panizzas Stück, so fehlt ihm, wie schon der italienischen Inszenierung, die zügelloseste Szene am Hofe Alexanders VI. im Vatikan. Dagegen werden die Szenen vom Prozess gegen Panizza umrahmt, dessen „Beweisstücke“ sie sind. Die hohen Erwartungen konnte der Film nicht erfüllen: Statt der erwarteten Provokation rief der Film eher enttäuschte Langeweile hervor und galt bald als Flop, die Religionskritik als harmloser Anachronismus aus Wilhelminischer Zeit. Auch finanziell war die Low-Budget-Produktion kein Erfolg und lockte nur wenige Zuschauer in die wenigen Kinos, in denen der Film lief.
Seitdem wird das Liebeskonzil regelmäßig, aber nicht häufig auf die Bühne gebracht. Unter anderem wurde es 1988/89 am Berliner Schillertheater in der Regie von Franz Marijnen und mit Musik von Konstantin Wecker aufgeführt. Die meisten Ausgaben der Werke sowie die meisten literaturwissenschaftlichen Studien über Werk und Leben Panizzas wurden in der zweiten Hälfte der 1980er-Jahre veröffentlicht.

### Gerichtliche Auseinandersetzungen in den 1990er-Jahren
Völlig überraschend kam im Mai 1985 ein Verbot des Filmes durch die Tiroler Landesregierung, weil er die christliche Religion beleidige: Als das Otto-Preminger-Institut für audiovisuelle Mediengestaltung (OPI) das Liebeskonzil sechs Abende in ihrem Kino in Innsbruck zeigen wollte, erstattete die katholische Diözese Anzeige gegen den Direktor des OPI, Dietmar Zingl, und fand die Unterstützung des Staatsanwalts. Trotz harscher Reaktionen der österreichischen Presse wurde der Film, wie kurze Zeit vorher Das Gespenst von Herbert Achternbusch, in Tirol verboten. 1994 bestätigte der Europäische Gerichtshof für Menschenrechte diese Entscheidung.
In der Schweiz erstattete 1997 eine Gruppe namens „Christen für die Wahrheit“ unter Berufung auf § 261 StGB (Störung der Glaubens- und Kultusfreiheit) Anzeige gegen eine Inszenierung des Liebeskonzils durch die Abschlussklasse der Schauspielschule Bern. Diese Klage wurde 1998 durch ein Berner Gericht abgewiesen.